# Adolf Emil Ludwig Bechstein
Adolf Emil Ludwig Bechstein (Meiningen, 1 de julho de 1843 — Munique, 31 de maio de 1914) foi um artista alemão de sucesso.

## Biografia
Quando Adolf tinha 17 anos de idade, seu pai, Ludwig Bechstein, faleceu, não havendo parâmetros para saber o quanto o pai influenciou na vida do filho. Ele assinava suas obras como Ludwig Bechstein, ou L Bechstein, ou ainda como Adolf Bechstein. E provavelmente não estava entre os ilustradores mais conhecidos da sua época, pois não deixou livros, mas são encontradas ilustrações para revistas. Mesmo assim, era incluído entre os mestres da caricatura.

## Obras
Entre suas obras, ilustrações em sua maioria retratando personagens da época, estão:
- Die Gartenlaube;
- The Garden Pavillon;
- Auf dem Eise;
- Litografia Kolorowana;